# Mỹ Tân, thành phố Cao Lãnh
Mỹ Tân là một xã thuộc thành phố Cao Lãnh, tỉnh Đồng Tháp, Việt Nam.

## Địa lý
Xã Mỹ Tân nằm ở phía bắc thành phố Cao Lãnh, có vị trí địa lý:
- Phía đông giáp xã Mỹ Trà
- Phía tây giáp Phường 11 và xã Mỹ Ngãi
- Phía nam giáp Phường 1, phường Hòa Thuận và xã Hòa An
- Phía bắc giáp huyện Cao Lãnh.

Xã Mỹ Tân có diện tích 10,65 km², dân số năm 2008 là 11.290 người, mật độ dân số đạt 1.060 người/km².

### Điều kiện tự nhiên
Xã có diện tích tự nhiên là 1.064.61 ha (trong đó đất nông nghiệp có 821,25 ha/1.064.61ha, chiếm 77,1%; đất phi nông nghiệp chiếm 243,35ha chiếm 22,86%). Trên địa bàn xã Mỹ Tân có 3.610 hộ với 16.151 nhân khẩu.

## Hành chính
Xã Mỹ Tân được chia thành 4 ấp: 1, 2, 3, 4 với 63 tổ.

## Lịch sử
Trước đây, xã Mỹ Tân thuộc huyện Cao Lãnh.
Ngày 27 tháng 12 năm 1980, Hội đồng Chính phủ ban hành Quyết định 382-CP về việc chia xã Mỹ Tân thuộc huyện Cao Lãnh thành hai xã lấy tên là xã Mỹ Tân và xã Tân Nghĩa.
Ngày 23 tháng 2 năm 1983, Hội đồng Bộ trưởng ban hành Quyết định 13-HĐBT về việc chuyển xã Mỹ Tân của huyện Cao Lãnh về thị xã Cao Lãnh mới thành lập quản lý.
Ngày 16 tháng 1 năm 2007, Chính phủ ban hành Nghị định 10/2007/NĐ-CP về việc thành lập thành phố Cao Lãnh thuộc tỉnh Đồng Tháp. Xã Mỹ Tân trực thuộc thành phố Cao Lãnh.

## Kinh tế - xã hội
Cơ cấu kinh tế, thương mại - dịch vụ: Trên địa bàn có 17 doanh nghiệp và 315 cơ sở sản xuất kinh doanh thương mại – dịch vụ, chủ yếu là dịch vụ mua bán ở ven trục Quốc lộ 30 và khu vực Bệnh viện đa khoa Đồng Tháp. Có 2 chợ trên địa bàn xã là chợ Bình Trị và chợ Bà Học phục vụ nhu cầu mua bán và tiêu thụ hàng hóa trong khu vực.
Nông nghiệp chiếm 77,1%/tổng diện tích của xã, nên đặc thù kinh tế chủ yếu là phát triển nhờ nông nghiệp. Thực hiện chủ trương chuyển dịch cơ cấu kinh tế trong nông nghiệp xã đã từng bước thực hiện có hiệu quả đến nay trên địa bàn đã hình thành 10 tổ hợp tác với 161 thành viên. Hệ thống các đê bao các tiểu vùng được đầu tư hoàn chỉnh từ đó sản xuất được tập trung và tuân thủ theo kế hoạch lịch thời vụ xuống giống và thu hoạch tập trung.

### Giáo dục
Xã có 1 trường trung học cơ sở, 3 trường tiểu học, 2 điểm nhà trẻ, mẫu giáo được đầu tư khá hoàn chỉnh.

### Y tế
Trên địa bàn xã có Bệnh viện đa khoa Đồng Tháp, Bệnh viện Tâm Trí.

## Giao thông
Gồm các tuyến đường chính: Quốc lộ 30, đường Mai Văn Khải, đường Nguyễn Văn Tre nối dài và các tuyến giao thông liên xã, liên ấp đều đã được bêtông và nhựa hóa, Các tuyến đường đất chưa được đầu tư đến nay đã vận động nhân trãi đá chống lầy đảm bảo cho nhân dân lưu thông đi lại.